# Cheap Tobacco
Cheap Tobacco – polski zespół muzyczny z pogranicza gatunków rock, blues, Indie rock i muzyka alternatywna założony w 2010 r. w Krakowie przez Natalię Kwiatkowską i Roberta Kapkowskiego.
W latach 2015, 2016,2018 oraz 2019 wokalistka zespołu Natalia Kwiatkowska została wybrana najlepszą bluesową wokalistką w kraju według czytelników kwartalnika „Twój Blues”. Była również nominowana do tytułu polskiej wokalistki roku 2018, 2022 oraz 2023 Antyradia. Grupa ma na swoim koncie ponad 600 koncertów w kraju i za granicą, między innymi na  Sziget Festival, Pol'and'Rock Festiwal, Future Echoes w Szwecji czy Canadian Music Week w Kanadzie. Wydany przez Agencję Muzyczną Polskiego Radia jesienią 2018 roku album Szum został nominowany do Fryderyka w kategorii Album Roku Blues/Country. Album Zobaczmy Siebie (również wydany przez Polskie Radio) znalazł się na liście OLIS. Koncerty premierowe odbyły się w Muzycznym Studio Polskiego Radia im. Agnieszki Osieckiej.
W 2019 roku magazyn „Teraz Rock” okrzyknął zespół „nadzieją roku”, a ich singel „Thunder” znalazł się na drugim miejscu notowania Antyradia. 
W pierwotnym składzie zespołu w sekcji rytmicznej grali Adam Partyka na perkusji i Mikołaj Spendel na basie. Zastąpili ich Michał Bigulak, który jest w obecnym składzie, oraz Bartosz Kołodziejski, który spędził w zespole 7 lat i w 2023 opuścił szeregi Cheap Tobacco; został on zastąpiony przez Macieja Kudłę, związanego również z Oddziałem Zamkniętym.

## Obecny skład

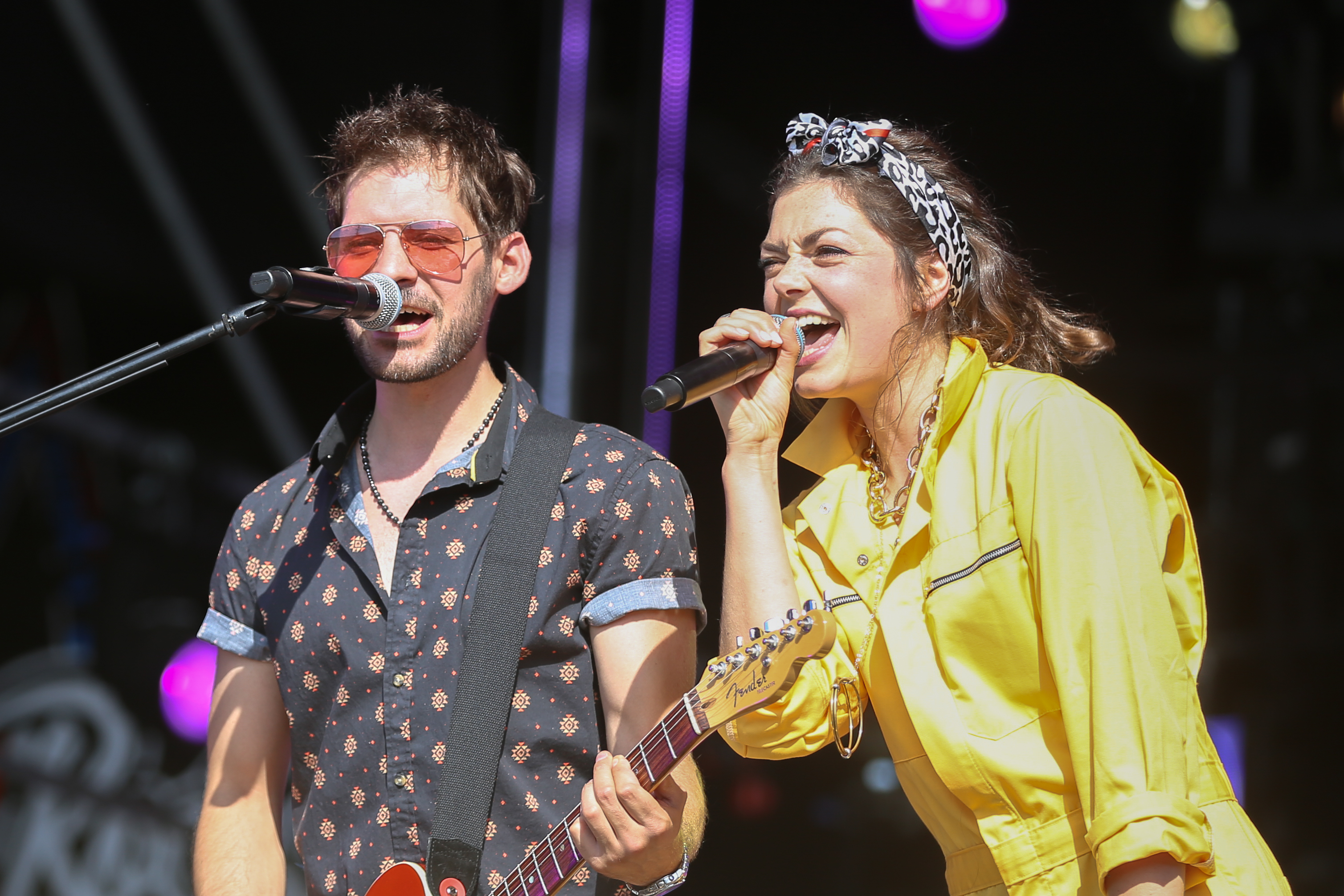
Robert Kapkowski i Natalia Kwiatkowska na Pol’and’Rock Festival 2021

Na podstawie oficjalnej strony internetowej zespołu.
- Natalia Kwiatkowska – wokal
- Robert „Kapa” Kapkowski – gitara
- Michał Bigulak – bas
- Maciej Kudła - perkusja

## Dyskografia

### Albumy
- Promises of Tomorrow (2015)[13]
- Szum (2018; Polskie Radio S.A.)[14]
- Zobaczmy siebie (2022; Polskie Radio S.A.)[15]

### Single/EP-ki
- EP (2013)[16]